# リゾートトラストグループ

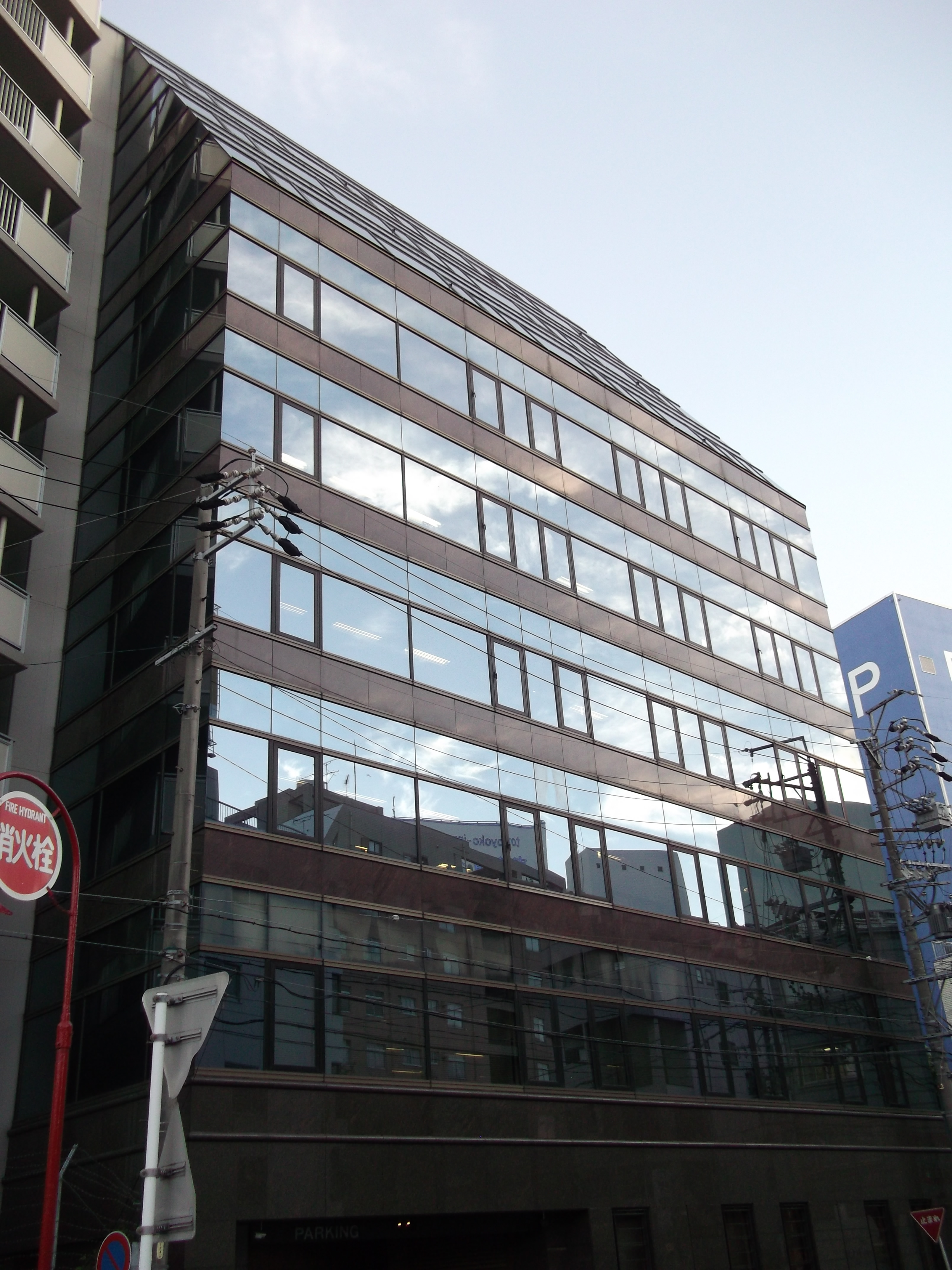
リゾートトラスト 名古屋本社ビル

リゾートトラストグループ（英: Resorttrust group、略号：RttG）は、リゾートトラスト株式会社を中核とし、サービス業を中心とする日本の企業グループである。

## 概要
2017年4月1日現在、ホテル事業関連6社、メディカル事業関連10社、ゴルフ事業関連10社、その他事業4社にリゾートトラスト株式会社を含め計31社で構成される。各社は、「RttG」ロゴを印していることが多い。

## 主なグループ会社・法人
2017年4月1日現在、計31社。
- リゾートトラスト株式会社

### ホテル事業関連
- RESORTTRUST HAWAII, LLC
- RTCC株式会社
- 株式会社ジェス
- 株式会社コンプレックス・ビズ・インターナショナル
- 株式会社日本スイス・パーフェクション
- 株式会社サンホテルエージェント

### メディカル事業関連
- 株式会社ハイメディック
- 株式会社東京ミッドタウンメディスン
- 株式会社アドバンスト・メディカル・ケア
- トラストガーデン株式会社
- トラストグレイス株式会社
- 上海悠信管理諮詢有限公司
- 株式会社iMedical（アイ・メディカル）
- 株式会社厚生
- 株式会社CICS
- アクティバ株式会社

### ゴルフ事業関連
- リゾートトラストゴルフ事業株式会社
- 岡崎クラシック株式会社
- 多治見クラシック株式会社
- 株式会社セントクリークゴルフクラブ
- 株式会社メイプルポイントゴルフクラブ
- 株式会社オークモントゴルフクラブ
- ジャパンクラシック株式会社
- 株式会社グレイスヒルズカントリー倶楽部
- 株式会社パインズゴルフクラブ
- 株式会社関西ゴルフ倶楽部

### その他の事業関連
- アール・ティー開発株式会社
- ジャストファイナンス株式会社
- アール・エフ・エス株式会社
- RESORTTRUST PALAU,INC.